# Колодін Андрій Іванович
Андрій Іванович Колодін (рос. Андрей Иванович Колодин; 18 серпня 1923, Бєломестна Криуша — 17 березня 1994) — радянський військовий льотчик-штурмовик, Герой Радянського Союзу (1945).

## Біографія
Народився 18 серпня 1923 року в селі Бєломестній Криуші (нині Тамбовського району Тамбовської області) в селянській родині. Росіянин. У 1940 році закінчив два курси Тамбовського вагонобудівного технікуму. У Червоній армії з 1940 року. У 1943 році закінчив Тамбовську військову авіаційну школу пілотів. На фронтах німецько-радянської війни з березня 1944 року. Член ВКП(б) з 1945 року.
Старший льотчик 565-го штурмового авіаційного полку (224-а штурмова авіаційна дивізія, 8-а повітряна армія, 4-й Український фронт) лейтенант Колодін до 9 травня 1945 року здійснив 157 бойових вильотів на розвідку і штурмовку живої сили і техніки противника, завдав йому великої шкоди. Указом Президії Верховної Ради СРСР від 18 серпня 1945 року йому присвоєне звання Героя Радянського Союзу.
Після війни продовжував службу у ВПС СРСР. З 1960 року підполковник Колодін в запасі. 

Могила Андрія Колодіна

Жив у Севастополі. Помер 17 березня 1994 року. Похований в Севастополі на Алеї Героїв Міського кладовища «Кальфи».

## Нагороди
Нагороджений орденом Леніна, двома орденами Червоного Прапора, двома орденами Вітчизняної війни 1 ступеня, двома орденами Червоної Зірки, медалями.

## Вшанування пам'яті
Ім'я Героя носив піонерський загін севастопольської школи № 24. В Севастополі, на будинку № 224 по проспекту Генерала Острякова, де з 1985 по 1994 рік жив Андрій Колодін, у 2001 році встановлена гранітна меморіальна дошка (скульптор В. Є. Суханов).